# رود پیل (کانادا)
رود پیل رودی است به رود مکنزی می‌ریزد. این رود از کشور کانادا می‌گذرد.